# Anastasiakapelle (Benediktbeuern)
Die Anastasiakapelle ist die zu Ehren der Märtyrerin Anastasia errichtete Barockkapelle des Klosters Benediktbeuern in der gleichnamigen Gemeinde. Die Kapelle befindet sich im Nordosten der ehemaligen Klosterkirche St. Benedikt. Sie wurde 1751 bis 1753 errichtet, um die Reliquien der Anastasia zu bergen.

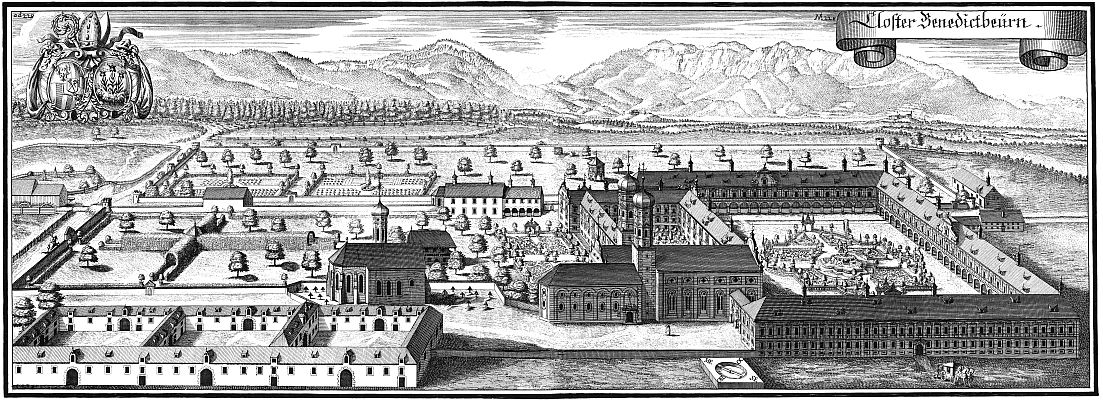
Kloster Benediktbeuern auf einem Stich von Michael Wening, in Bildmitte die Renaissancekapelle

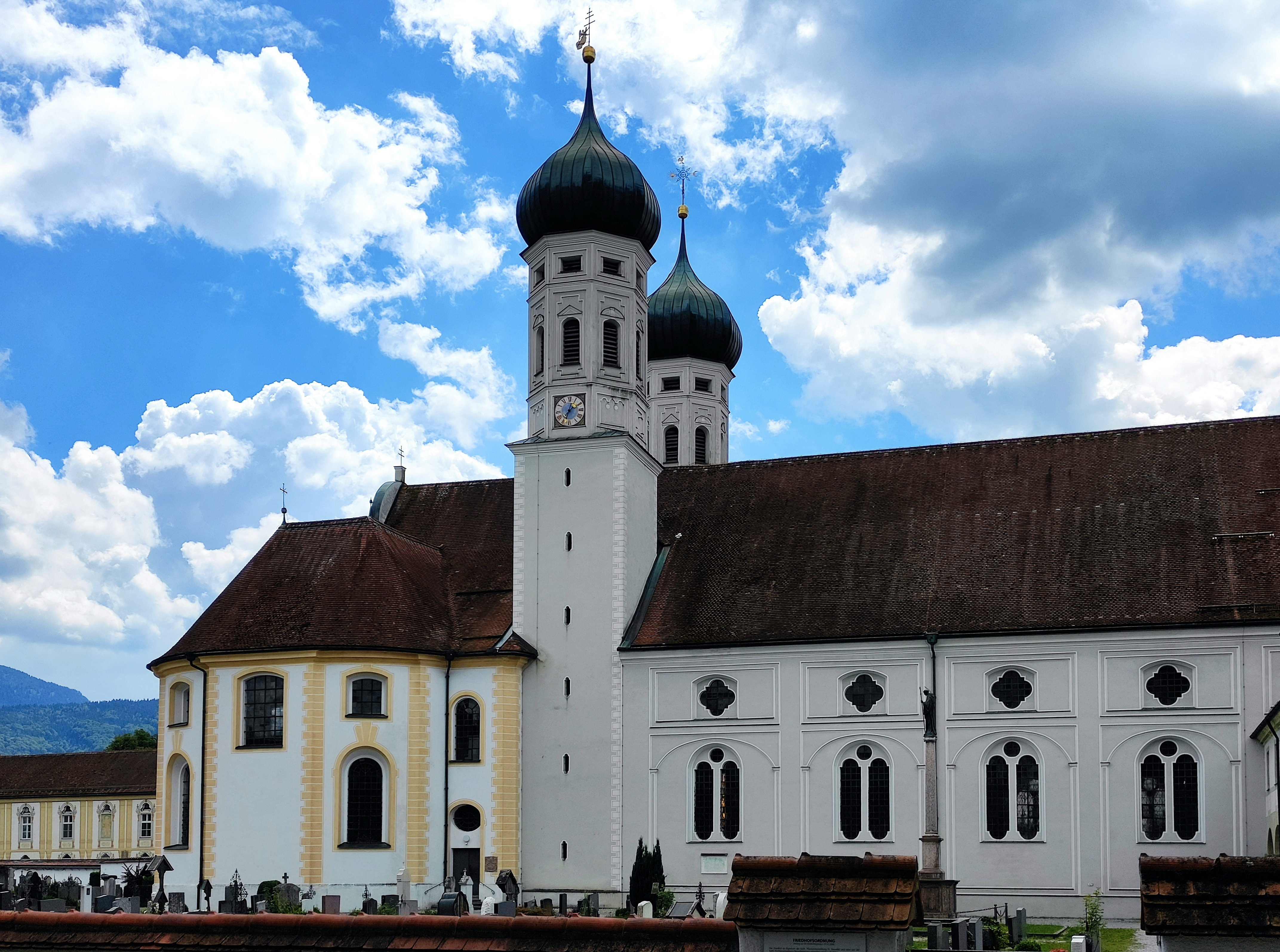
Kloster Benediktbeuern, links im Bild die Anastasiakapelle

## Geschichte

### Renaissancekapelle
Die erste Anastasiakapelle in Benediktbeuern wurde 1606 von Abt Johann Halbherr errichtet, um den immer häufigeren Wallfahrten zu den Reliquien der hl. Anastasia Raum zu bieten. Diese Renaissancekapelle besaß drei Altäre. Das Hauptaltarbild stammte von Elias Greuter aus Weilheim. Neben den Reliquien wurden in dieser Kapelle auch zahlreiche gestiftete Preziosen in einem Schrank aufbewahrt. 1675 kamen eine silberne Ampel und ein ewiges Licht hinzu, gestiftet von Johann Ignaz Mandl.

### Kochelsee-Wunder
Der Ursprung der gegenwärtigen Kapelle liegt in dem sogenannten „Kochelsee-Wunder“: 1704, während des Spanischen Erbfolgekrieges, wurden das Kloster und die umliegenden Dörfer vor den anrückenden feindlichen Truppen durch ein an Anastasia gerichtetes Gebet gerettet. Die österreichischen und Tiroler Truppen standen im harten Kriegswinter kurz davor, die überfrorenen Gewässer Kochelsee, Loisach sowie die umliegenden Moorgebiete zu überqueren, um das Kloster zu überfallen. Am 28. Januar, am Vorabend des Festtags der hl. Anastasia, beteten die Mönche und am gleichen Nachmittag brach ein starker Föhnwind herein und taute innerhalb weniger Stunden das Moor und Eis auf, so dass die Truppen ihren Angriff abbrechen mussten. Aus Dankbarkeit ließ Abt Leonhard Hohenauer die neue Kapelle errichten.

### Gegenwart
Die Kapelle wurde zwischen 1964 und 1968 von Alban und Antonie Wolf restauriert. Nach schweren Schäden durch Feuchtigkeit und Eis wurde die Kapelle notsaniert und ist heute nicht vollständig zugänglich.
Am 26. August 2023 wurden durch ein Unwetter mit Hagel und Starkregen die Dächer der Anastasiakapelle sowie vieler weiterer Klostergebäude weitestgehend abgedeckt und fast alle Fenster zerschlagen.

## Baubeschreibung und Ausstattung

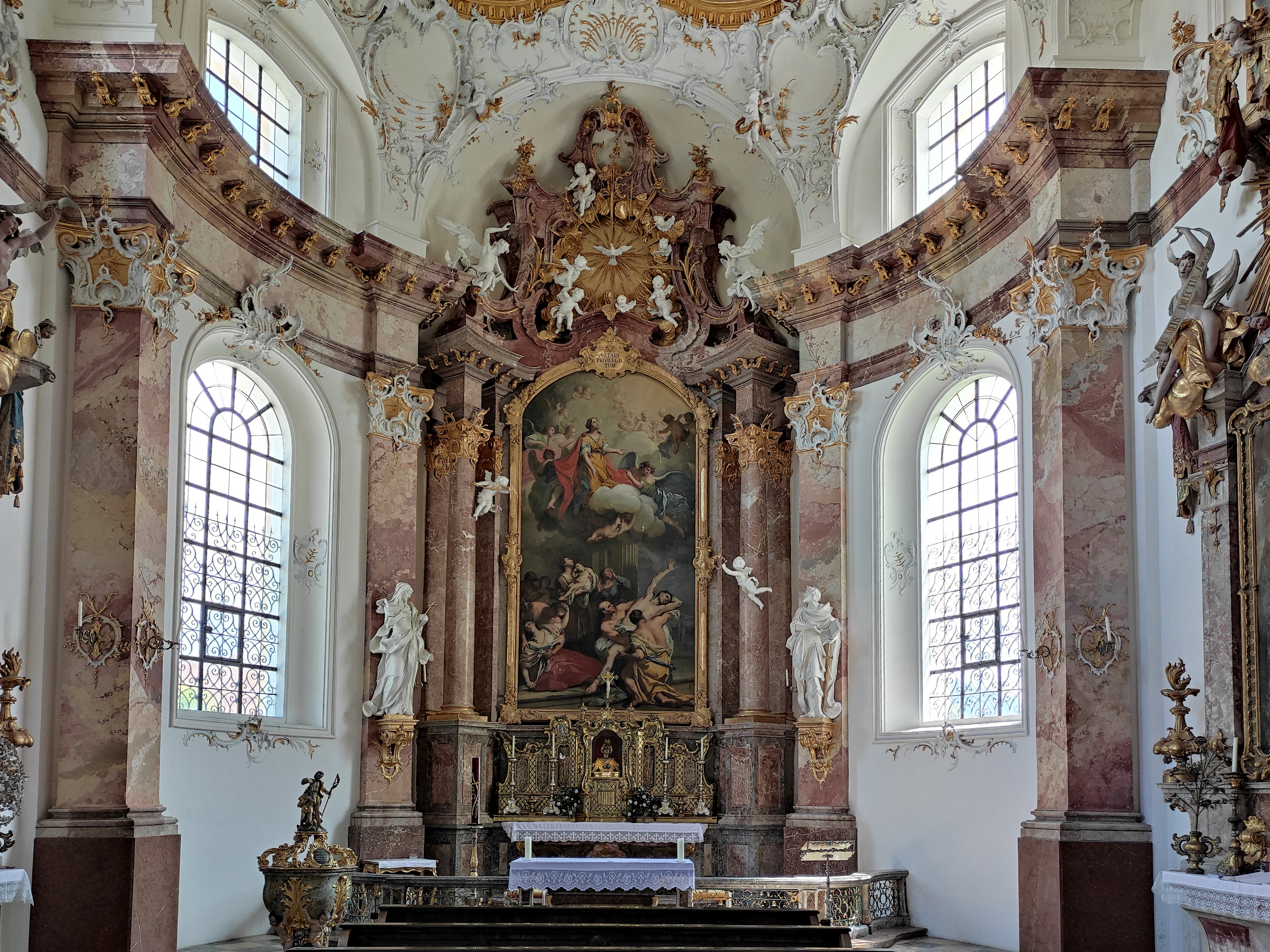
Altar der Anastasiakapelle

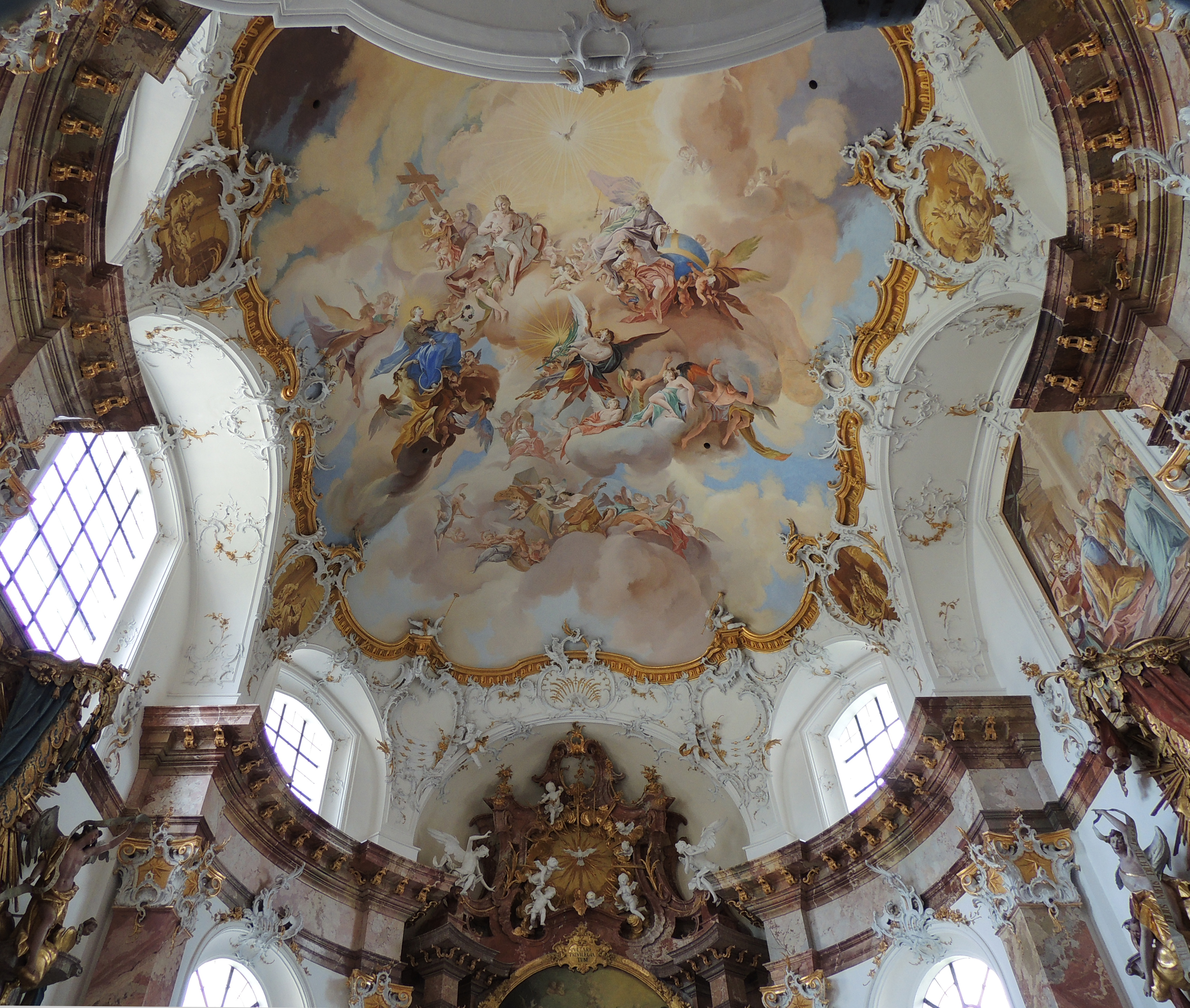
Deckenfresko in der Kapelle

Der Entwurf der hellen Kapelle stammte von Johann Michael Fischer, die Innendekoration aus stuckmarmornen Pilastern und Gesimsen mit großartigen Rocaillen stammte von Johann Michael Feuchtmayer. Auch der Hauptaltar mit Säulen, Putti und den beiden Assistenzfiguren der hl. Margaretha und des hl. Gorgonius stammen von Feuchtmayer und seinem Mitarbeiter Ägid Verhelst.
Das Deckenfresko mit Dreifaltigkeit, Maria, Märtyrerpalme und Engelschören stammt von dem Freskanten Johann Jakob Zeiller aus Reutte in Tirol.
Die beiden asymmetrischen Seitenaltäre mit zahlreichen Putti und vor allem den vornehm lächelnden Engelsfiguren stammen von Ignaz Günther.
Die drei Altarblätter wurden von Jakob Amigoni gemalt. Auf dem Hauptaltarblatt ist Anastasia als Fürbitterin gegen Kopf- und Nervenkrankheiten abgebildet. Das Bild des rechten Seitenaltars („Schutzengelaltar“) wurde dann jedoch 1804 gegen ein Schutzengelbild von Martin Knoller ausgetauscht.
Im Mittelpunkt der Kapelle steht die Hauptschale der hl. Anastasia, die ursprünglich in S. Maria in Organo bei Verona aufbewahrt wurde und 1053 nach Benediktbeuern kam. Für sie wurde 1725 in München die Silberbüste angefertigt.